# Бранко
Клаудіо Ібрагім Ваз Леаль (порт. Cláudio Ibrahim Vaz Leal, нар. 4 квітня 1964, Баже, Бразилія) — відоміший як Бранко, бразильський футболіст, що грав на позиції захисника. По завершенні ігрової кар'єри — тренер.
Виступав, зокрема, за клуби «Флуміненсе» та «Дженоа», а також національну збірну Бразилії.
Чемпіон Португалії, володар Суперкубка Португалії. У складі збірної — володар Кубка Америки та чемпіон світу. 

## Клубна кар'єра
Народився 4 квітня 1964 року в місті Баже. Вихованець юнацької команди футбольного клубу «Інтернасьйонал».
У дорослому футболі дебютував 1979 року виступами за команду клубу «Інтернасьйонал», в якій провів два сезони, взявши участь лише у 15 матчах чемпіонату. 
Своєю грою за цю команду привернув увагу представників тренерського штабу клубу «Флуміненсе», до складу якого приєднався 1981 року. Відіграв за команду з Ріо-де-Жанейро наступні п'ять сезонів своєї ігрової кар'єри.
Згодом з 1986 по 1990 рік грав у складі команд клубів «Брешія» та «Порту». Протягом цих років виборов титул чемпіона Португалії.
1990 року уклав контракт з клубом «Дженоа», у складі якого провів наступні три роки своєї кар'єри гравця. Більшість часу, проведеного у складі «Дженоа», був основним гравцем захисту команди.
Протягом 1993—1997 років захищав кольори клубів «Греміо», «Корінтіанс», «Флуміненсе», «Фламенго», «Інтернасьйонал», «Мідлсбро», «Можі-Мірім» та «Нью-Йорк Метростарс».
Завершив професійну ігрову кар'єру у клубі «Флуміненсе», у складі якого вже виступав раніше. Прийшов до команди 1998 року та захищав її кольори до припинення виступів на професійному рівні того ж року. Останні роки його кар'єри були дещо зіпсовані через проблеми із зайвою вагою.

## Виступи за збірну
1985 року дебютував в офіційних матчах у складі національної збірної Бразилії. Протягом кар'єри у національній команді, яка тривала 11 років, провів у формі головної команди країни 72 матчі, забивши 9 голів.
1994 року на Чемпіонаті світу забив відомий гол зі штрафного з 35 метрів у ворота Нідерландів, що дозволило Бразилії пройти далі до півфіналу.
У складі збірної був учасником чемпіонату світу 1986 року у Мексиці, розіграшу Кубка Америки 1989 року у Бразилії, здобувши того року титул континентального чемпіона, чемпіонату світу 1990 року в Італії, розіграшу Кубка Америки 1991 року у Чилі, де разом з командою здобув «срібло», чемпіонату світу 1994 року у США, здобувши того року титул чемпіона світу.

## Кар'єра тренера
Розпочав тренерську кар'єру 2012 року, очоливши тренерський штаб клубу «Фігейренсе».
Протягом тренерської кар'єри також очолював команду клубу «Собрадіньйо» та «Гуарані» (Кампінас), головним тренером команд яких Бранко був протягом 2013 року.

## Титули і досягнення
- Чемпіон Португалії (1):

«Порту»: 1989-1990
- Володар Суперкубка Португалії (1):

«Порту»: 1990
- Володар Кубка Америки (1):

Збірна Бразилії: 1989
- Срібний призер Кубка Америки (1):

Збірна Бразилії: 1991
- Чемпіон світу (1):

Збірна Бразилії: 1994